# Criação de moeda
Criação de moeda é o processo pelo qual a oferta de moeda (ou o estoque de moeda) de um país ou região é aumentada.
Existem três maneiras de criar moeda: 
- produzindo o papel moeda ou o metal;
- por meio de débitos e empréstimos[1];
- por meio de políticas governamentais com a quantitativa flexível.

As práticas de regulação da produção, emissão e reembolso do moeda são o objeto central  na economia monetária e afetam a operação dos mercados  financeiros e o poder de compra da moeda.
Os bancos centrais mensuram o suprimento de dinheiro, que exibe a quantidade de dinheiro existente em um dado espaço de tempo. Uma proporção desconhecida de dinheiro novo é indicado comparando essas medidas em várias datas. Por exemplo, nos EUA, M2 (um dos agregados monetários) aumentou de 286.600.000.000 dólares em janeiro de 1959 para $8,327,000,000,000 em maio de 2009.
A destruição da moeda ocorre quando ela é descartada para recuperar seu metal, o que pode ser incentivado pelo valor do metal excedendo o valor de face da moeda ou quando o emissor abandona a segurança da moeda.

## Criação monetária pela Casa da Moeda
Dinheiro criado pela produção de novas unidades monetárias, como papel moeda ou moedas em metal, é geralmente responsabilidade do tesouro nacional. Nas economias modernas, relativamente pouco dinheiro do suprimento monetário está em moeda física. A maior parte é criada pelo sistema de reserva fracionária (também chamada fracionada), via empréstimos ou quantitative easing.

### Fundição competitiva
Fundição competitiva significa que o negócio de produção de moeda é aberto para várias fabricantes competidoras. As empresas de fundição compram o metal precioso nos mercados, e produzem moedas que servem para pagar os vendedores do metal e seus outros custos de produção, e prover lucro.
A análise do suprimento e demanda não pode ser feita da maneira normal, já que, por definição, o valor da moeda é uma unidade fixa. Em vez disso, os produtores de metal necessitam de dinheiro para cobrir suas despesas e obter lucro, então sua demanda por dinheiro é expressa por sua vontade de produzir e vender metal bruto por um desconto do seu valor em forma de moeda. Este desconto é a margem de lucro ao transformar o metal em moeda, e quanto maior ela for, mais metal as fundições têm viabilidade econômica para transformar em moedas.

### Fundição nacionalizada com direito de troca
Casa da moeda nacionalizada significa que o governo detém o monopólio no negócio de emissão de moedas, e que o governo opera fundições em forma de um sistema nacional de emissão de moedas. Um padrão metálico ou bimetálico de uma fundição nacional, os indivíduos têm o direito de levar metais preciosos para a fundição nacional e ter ele transformado em moeda por um desconto fixo. Este desconto é chamado de senhoriagem.
A análise econômica básica desse sistema é que ele torna o suprimento de moedas elástico em um preço fixo, porém este preço fixo é efetivamente uma forma de controle de preços, e pela teoria do controle de preços, o suprimento de moeda será mais elástico (ter resposta mais rápida) sob o sistema de fundição competitiva sem controle de preços.

### Fundição nacionalizada sem direito de troca
Aqui não existe o direito de levar o metal para a casa da moeda e ter ela transformada em uma moeda em particular, o suprimento da moeda depende do governo ou da política de emissão. Isso pode resultar em uma degradação arbitrária da moeda, onde o governo produz novamente a moeda com um metal de valor mais baixo para aumentar seus lucros. Porém, isso permite arranjos monetários mais complexos como o sistema de emissão composto, onde moedas de ouro têm validade legal indeterminada (produzido sob um acordo como no sistema de nacionalizado com direito de troca) e moedas de prata têm validade legal limitada, com um valor metálico substancialmente menor que seu valor legal, porem é efetivamente recuperável na casa da moeda pelo seu valor em ouro. Isso transforma as moedas de prata em unidades apenas simbólicas, e cria uma proteção financeira para a casa da moeda em forma de reservas de ouro.

## Criação monetária pelo sistema de reserva fracionária
O sistema de reserva fracionária cria dinheiro toda vez que é feito um novo empréstimo. Resumindo, existem dois tipos de dinheiro no sistema de reserva fracionária - ambos equivalentes do ponto de vista legal:
1. dinheiro do banco central: todo dinheiro criado pelo banco central independente da forma (notas, moedas ou dinheiro eletrônico através de empréstimos para bancos privados).
2. dinheiro de banco comercial: todo dinheiro criado pelo sistema bancário através de empréstimos.

Quando o empréstimo é executado com dinheiro do banco central, novo dinheiro para banco comercial é criado. Quando do empréstimo é pago, o dinheiro do banco comercial desaparece da existência. A tabela abaixo mostra como o dinheiro do banco central é usado para produzir dinheiro para banco comercial:
| Tabela: Sistema de empréstimo com reserva fracionária, passando por 10 ciclos com uma taxa de reserva em 20% | Tabela: Sistema de empréstimo com reserva fracionária, passando por 10 ciclos com uma taxa de reserva em 20% | Tabela: Sistema de empréstimo com reserva fracionária, passando por 10 ciclos com uma taxa de reserva em 20% | Tabela: Sistema de empréstimo com reserva fracionária, passando por 10 ciclos com uma taxa de reserva em 20% | Tabela: Sistema de empréstimo com reserva fracionária, passando por 10 ciclos com uma taxa de reserva em 20% |
| --- | --- | --- | --- | --- |
| banco individual                                                                                             | quantidade depositada                                                                                        | quantidade emprestada                                                                                        | reservas | |
| A | 100 | 80 | 20 | |
| B | 80 | 64 | 16 | |
| C | 64 | 51.20 | 12.80 | |
| D | 51.20 | 40.96 | 10.24 | |
| E | 40.96 | 32.77 | 8.19 | |
| F | 32.77 | 26.21 | 6.55 | |
| G | 26.21 | 20.97 | 5.24 | |
| H | 20.97 | 16.78 | 4.19 | |
| I | 16.78 | 13.42 | 3.36 | |
| J | 13.42 | 10.74 | 2.68 | |
| K | 10.74 | | | |
| | | | reservas totais:                                                                                             | |
| | | | 89.26 | |
| | total depositado:                                                                                            | total emprestado:                                                                                            | reservas totais + a ultima quantidade depositada:                                                            | |
| | 457.05 | 357.05 | 100 | |
| | | | | |
| | dinheiro comercial criado + dinheiro do banco central:                                                       | dinheiro do banco comercial criado:                                                                          | dinheiro do banco central:                                                                                   | |
| | 457.05 | 357.05 | 100 | |

Apesar de nenhum dinheiro ter sido fisicamente criado em adição ao depósito inicial de $100, foi criado novo dinheiro para banco comercial através de empréstimos. As duas caixas marcadas em vermelho acima mostram a localização do depósito inicial de $100 durante todo o processo. As reservas totais mais o último depósito (ou último empréstimo, o que vir primeiro) sempre será igual a quantidade original, neste caso $100. Enquanto o processo continua, mais dinheiro para banco comercial é criado.
Uma forma antiga desta tabela acima, com reinvestimento de um período para o próximo e uma série geométrica, é encontrada na Tableau Économique dos Fisiocratas, onde se credita a "primeira formulação precisa" deste sistema independente e a origem da teoria da multiplicação.

### Multiplicador monetário

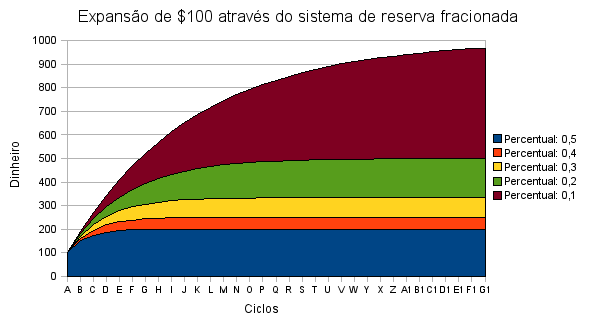
A expansão dos $100 através do sistema de reserva fracionária em várias taxas. Cada curva aproxima um limite. Este limite é o valor em que o "multiplicador monetário" é calculado.

O mais comum mecanismo usado para medir o aumento do suprimento de dinheiro neste sistema é tipicamente chamado de multiplicador monetário. Ele calcula a quantidade máxima de dinheiro que um depósito inicial pode se expandir a uma dada taxa de reserva. Este fator é chamado de multiplicador.

#### Fórmula
O multiplicador monetário, m, é o inverso do requerimento de reserva R:
{\displaystyle m={\frac {1}{R}}}
Esta fórmula vem do fato que a soma das quantidades emprestadas da coluna acima pode ser expressa matematicamente como uma série geométrica com uma taxa comum de {\displaystyle 1-R}.
Para corrigir a drenagem de dinheiro (a redução do impacto da política monetária devido a vontade das pessoas em ter uma parte do dinheiro em forma física) e a vontade dos bancos de ter reservas em excesso, acima do montante requerido, é usada a fórmula:
{\displaystyle m={\frac {(1+Drenagem)}{(Drenagem+Taxadereservapreferida)}}}
Onde a Drenagem é o percentual de dinheiro que as pessoas querem manter fisicamente e a Taxa de reserva preferida é a soma da Taxa de Reserva e a Taxa de reserva excedente do banco.
Exemplo
Para o exemplo, com uma taxa de reserva de 20%, ou R, pode também ser expressa em uma fração:
{\displaystyle R={\tfrac {1}{5}}}
Então o multiplicador monetário, m, pode ser expresso como:
{\displaystyle m=1/{\tfrac {1}{5}}=5}
Este número multiplicado pelo depósito inicial mostra a quantidade máxima em que o dinheiro pode ser expandido.

## Criação monetária por quantitative easing
Quantitative easing é a criação de quantidades significantes de dinheiro novo (geralmente eletronicamente) por um banco central. É chamado as vezes de "imprimir dinheiro". Este dinheiro é criado para "estimular a economia", em particular para promover empréstimos pelos bancos. Os bancos centrais usam o dinheiro criado para comprar grandes quantidade de títulos bancários. Isto aparece como depósitos e entrega dinheiro novo para os bancos emprestarem. Estes títulos podem ser títulos do governo, empréstimos comerciais ou até ações. Quantitative easing geralmente é usado quando baixar as taxas de juros não é mais efetivo para estimular a economia e novos empréstimos, porque elas já estão próximas de zero. O inventor desta estratégia em 2013 renegou e criticou esta estratégia.

## Consequências
Quanto maior a quantidade de moeda em circulação, menor o poder de compra de cada unidade monetária, a expansão descontrolada de moeda pode levar à Hiperinflação. 